# Parlementaire enquête naar de uitvoering sociale verzekeringen
Tussen september 1992 en september 1993 waren de uitvoeringsorganen sociale verzekeringen onderwerp van een parlementaire enquête in Nederland.
In 1992 bracht de Algemene Rekenkamer een rapport uit over het toezicht van de Sociale Verzekeringsraad (SVr) op uitvoering van sociale wetten, in het bijzonder van de Werkloosheidswet, Ziektewet, Algemene Arbeidsongeschiktheidswet en Wet op de arbeidsongeschiktheidsverzekering. Volgens de Rekenkamer was het toezicht niet overeenkomstig de bedoelingen van de wetgever. De Tweede Kamer wilde naar aanleiding van dit rapport meer inzicht krijgen in het functioneren van de SVr en de uitvoeringsorganen en besloot tot het houden van een parlementaire enquête. 
De enquête werd tussen september 1992 en september 1993 gehouden naar aanleiding van een verzoek van VVD, D66 en GroenLinks. Dit verzoek werd uitgewerkt door een werkgroep en vervolgens door de Subcommissie Uitvoeringsorganen Sociale Verzekeringen. Voorzitter van de enquêtecommissie was de PvdA'er Flip Buurmeijer. 
De commissie concludeerde dat het stelsel van werknemersverzekeringen dringend aan herziening toe was. De druk van het verzekeringsstelsel op de collectieve lasten was te groot. Door bedrijven een grotere eigen verantwoordelijkheid te geven en het voor bedrijven aantrekkelijker te maken als hun werknemers minder beroep zouden doen op de sociale zekerheid, moest de druk op het stelsel worden verminderd. De Sociale Verzekeringsraad diende te worden vervangen door een onafhankelijk College van Toezicht, waarvan de leden door de Kroon zouden worden benoemd. 
Als uitvloeisel van de enquête werd onder andere het College van Toezicht Sociale Verzekeringen (CTSV) ingesteld en werd later de Ziektewet geprivatiseerd.

## Maatschappelijke context

### De uitvoering van de sociale zekerheid in Nederland
Al meer dan honderd jaar wordt er in Nederland gedebatteerd over de vraag wie de sociale zekerheid het beste kan uitvoeren. Van oudsher speelden werknemers- en werkgeversorganisaties een belangrijke rol bij het bestuur, beheer en de uitvoering hiervan. Deze positie werd versterkt met de invoering van de Organisatiewet sociale verzekeringen (Osv) in 1952. Deze wet legde de basis voor een structuur waarbij de uitvoering van werknemersverzekeringen werd opgedragen aan bedrijfsverenigingen. Deze waren naar bedrijfstak georganiseerd en hadden een bestuur dat bestond uit vertegenwoordigers van werknemers en werkgevers. 
Het toezicht op de uitvoering van de sociale verzekeringen werd in de Osv gelegd bij de Sociale Verzekeringsraad (SVr). Het toezicht omvatte niet alleen de beoordeling van de rechtmatigheid en de doelmatigheid van de uitvoering. De SVr had ook coördinerende, adviserende en regelgevende taken. Het bestuur van de SVr werd voor een derde aangewezen door de vakbonden, voor een derde door werkgeversorganisaties en bestond voor een derde deel uit onafhankelijke leden, aangewezen door de minister van Sociale Zaken. 

### Rapport Algemene Rekenkamer
Op 31 maart 1992 bracht de Algemene Rekenkamer een rapport uit over het toezicht van de SVr. De belangrijkste conclusie uit dit rapport was dat het toezicht van de SVr op een aantal punten niet in overeenstemming was met de bedoelingen van de wetgever. Dit was voor de fracties van VVD, D66 en GroenLinks reden om op 1 april aan de vaste commissie voor Sociale Zaken en Werkgelegenheid en aan de commissie voor Rijksuitgaven te vragen een onderzoek te bevorderen naar het functioneren van de uitvoeringsorganen voor de sociale zekerheid. 
Beide commissies besloten op 9 april om samen een werkgroep op te zetten die zou moeten nagaan of op basis van eerder verricht onderzoek inzicht in deze materie verkregen kon worden. Deze werkgroep rapporteerde op 7 mei 1992 aan de commissies dat op basis van de verzamelde informatie geen volledig en betrouwbaar beeld verkregen kon worden. De werkgroep beval daarom nader onderzoek aan. De werkgroep sprak zich niet uit over de vraag aan wie de onderzoeksopdracht gegeven moest worden en hoe de precieze opdrachtformulering zou moeten luiden. Dat liet zij over aan de beide Kamercommissies. 

### Naar een parlementaire enquête
De beide commissies namen de aanbeveling van de werkgroep over. Ze besloten een subcommissie, bestaande uit leden van beide Kamercommissies, te belasten met het verdere onderzoek. De subcommissie werd op 21 mei 1992 geïnstalleerd en stond onder leiding van de PvdA'er Flip Buurmeijer. De commissie zou voor 1 december 1992 haar eindrapport moeten presenteren. 
Na de bestudering van de beschikbare stukken en gesprekken met betrokkenen kwam de subcommissie al snel tot de conclusie dat er diepgaander onderzoek nodig was dan aanvankelijk gedacht. Zij formuleerde daarop een nadere uitwerking van een onderzoeksopdracht en stelde de beide Kamercommissies voor een Bijzondere Commissie Uitvoeringsorganen in te stellen. De subcommissie gaf daarbij mee dat het de overweging waard was, om het beoogde onderzoek de vorm van een parlementaire enquête te geven. 
Op 27 augustus 1992 stelden beide Kamercommissies aan de Tweede Kamer voor om een parlementaire enquête in te stellen naar het functioneren van de organen belast met de uitvoering de sociale verzekeringswetten. In het bijzonder zou daarbij de aandacht gericht moeten worden op de Werkloosheidswet, de Ziektewet, de Algemene Arbeidsongeschiktheidswet, de Wet op de Arbeidsongeschiktheid en voor zover aan deze wetten gerelateerd de Toeslagenwet. 
De commissies waren van mening dat een enquête de beste voorwaarden zou scheppen voor "optimale rechtszekerheid ten aanzien van instanties en personen die bij een parlementair onderzoek betrokken raken." Bovendien wilden zij duidelijk maken dat een parlementaire enquête niet alleen bedoeld is voor het onderzoeken van reeds gebleken misstanden, maar ook om meer inzicht te verkrijgen in zaken waar de Kamer niet genoeg inzicht in heeft. Dit onderzoek werd namelijk ingegeven door de overweging dat er niet genoeg zicht was op de relatie tussen uitvoeringsorganen, de SVr en het ministerie van Sociale Zaken en niet door de overweging dat er sprake zou zijn van wantoestanden in deze sector. 
In het Kamerdebat van 1 september bleek de Kamer eensgezind in de opvatting dat er een parlementaire enquête moest komen. Aansluitend ging de Kamer op 3 september over tot benoeming van een enquêtecommissie bestaande uit 9 leden, met elk een plaatsvervanger. De commissie koos daarop Flip Buurmeijer als haar voorzitter. 

## Onderzoeksopdracht en uitwerking daarvan
De Kamercommissies hadden dus een onderzoek naar het functioneren van de organen belast met de uitvoering van de sociale verzekeringswetten voorgesteld. Volgens het voorstel zou het onderzoek zich in beginsel uitstrekken over de periode 1982-1992. Verder teruggaan in de tijd werd niet zinvol geacht. Tijdens het Kamerdebat op 1 september bleken de woordvoerders van de fracties zich te kunnen vinden in de voorgestelde formulering van de opdracht. 
De enquêtecommissie onderscheidde in de door de Kamer aanvaarde opzet van het onderzoek twee onderdelen. Enerzijds veldonderzoek bij de uitvoeringsorganen en anderzijds achtergrondstudies. De uitvoeringsorganen, die het primaire onderwerp van onderzoek vormden, maakten daarnaast volgens de commissies deel uit van een groter geheel. Daarom besloot zij om naast het veldonderzoek naar de uitvoeringsorganisaties ook onderzoek te verrichten naar de actoren die het functioneren van deze organisaties beïnvloedden. 

## Het onderzoek

### Verloop
In lijn met de uitwerking van de onderzoeksopdracht had de enquêtecommissie een aantal deelonderzoeken ingesteld. Deze werden uitgevoerd door de eigen staf en externe onderzoekers van Berenschot/BEA. Verder ging de commissie aan de slag met het verzamelen en bestuderen van relevante documenten. 
Op 4 maart 1993 deed de commissie in de Tweede Kamer tussentijds verslag van haar werkzaamheden. Het lag toen in de verwachting dat het voorbereidend onderzoek van Berenschot/BEA en de interne staf bijna afgerond zou zijn. De commissie ging zich voorbereiden op de informele gesprekken die zouden volgen. 
Deze informele gesprekken hadden twee doelen. In de eerste plaats het vergroten van kennis en inzicht van de commissie met betrekking tot de materie. De gesprekken waren strikt vertrouwelijk en de commissie ging ervan uit dat degenen met wie het gesprek gevoerd zou worden, zich vrij zouden voelen alles te zeggen wat hen van belang leek. In de tweede plaats dienden de gesprekken ter voorbereiding op de openbare verhoren. Tussen 29 maart en 7 mei 1993 voerde de commissie in totaal 84 informele gesprekken. In de periode daarna, toen de openbare verhoren al begonnen waren, vonden nog 3 van dergelijke gesprekken plaats. 
De openbare verhoren vonden plaats in de Troelstrazaal in het gebouw van de Tweede Kamer. De openbare verhoren waren vooral bedoeld om feiten en meningen die de commissie reeds uit het vooronderzoek kende onder ede vast te stellen. Slechts in een enkel geval kwamen er nieuwe feiten aan het licht. 
Van 13 mei tot en met 11 juni 1993 verhoorde de commissie in de regel op maandag, donderdag en vrijdag getuigen. Een enkele keer werd de woensdag gebruikt, wanneer de maandag of donderdag op een feestdag viel. In deze periode nam de commissie 49 verhoren af van 45 getuigen. Uiteindelijk presenteerde de commissie op 7 september 1993 haar eindrapport. 

### Conclusies
De commissie concludeerde dat de verdeling van verantwoordelijkheden in de sociale verzekeringen er uiteindelijk toe had geleid dat de werknemersverzekeringen niet doelmatig en doeltreffend werden uitgevoerd. De uitvoerders gaven te allen tijde voorrang aan het tijdig en juist verstrekken van de uitkeringen. Er was in de conclusies dus geen kritiek op de rechtmatigheid van de uitvoering en de betrouwbaarheid van de administratie. 
De andere wettelijke taak, het beheersen van het uitkeringsvolume, was echter verwaarloosd. Verzekeringsartsen en arbeidsdeskundigen hadden een grote vrijheid om beslissingen te nemen, waarbij de cultuur gericht was op het soepel toekennen van uitkeringen. De 'poortwachtersfunctie' bij de WAO had volstrekt onvoldoende gefunctioneerd. Er vond nauwelijks controle plaats op de uitgevoerde keuringen en aan het re-integreren van arbeidsongeschikten werd evenmin amper aandacht besteed. 
Op microniveau probeerden de vakbewegingen werknemers in plaats van aan een WW-uitkering, aan een relatief gunstigere WAO-uitkering te helpen. Werkgevers werkten hieraan mee, omdat ze geen conflicten wilden en bij noodzakelijke reorganisaties op een makkelijke manier van minder productieve werknemers af wilden kunnen. Doordat werkgevers en werknemers een meerderheid vormden in de SVr werden deze praktijken met de mantel der liefde bedekt. 
Ook was er veel kritiek op het toezicht dat door de SVr uitgeoefend werd. Bij het toezicht werd vrijwel alleen aandacht besteed aan de rechtmatigheid en werd er nauwelijks kritisch naar de uitvoeringskosten gekeken. Ook had de bedrijfstakgewijze organisatie niet aantoonbaar bijgedragen aan de kwaliteit van de uitvoering.

### Aanbevelingen
Al met al was het stelsel van sociale verzekeringen volgens de enquêtecommissie dringend aan herziening toe. Op basis van haar bevindingen deed de commissie onder meer de volgende aanbevelingen: 
- Invoering van een minder gemakkelijk toegankelijke regeling voor uitkeringen wegens arbeidsongeschiktheid, met premiedifferentiatie en de mogelijkheid voor werkgevers om als eigenrisicodrager op te treden. Dit laatste zou eventueel bij een particuliere maatschappij kunnen worden ondergebracht.
- Het overdragen van de uitvoerende werkzaamheden van de bedrijfsverenigingen aan een onafhankelijke instantie.
- De instelling van een onafhankelijk toezichtorgaan.

## Politieke betekenis
In het debat in de Tweede Kamer dat gevoerd werd naar aanleiding van het rapport van de enquêtecommissie werden drie moties aangenomen. In deze moties werd benadrukt dat: 
- het toezicht op de uitvoering onafhankelijk moest worden
- de sociale partners geen verantwoordelijkheid meer mogen dragen voor de beoordeling van claims op een arbeidsongeschiktheidsuitkering
- de uitvoering regionaal in plaats van per bedrijfstak moet worden georganiseerd
- dat het geven van een uitkering en de bemiddeling naar arbeid zo veel mogelijk via één loket dienen plaats te vinden

Als gevolg van de parlementaire enquête werd per 1 januari 1995 een nieuwe organisatiewet ingevoerd, die de Osv uit 1952 tijdelijk verving. Hoewel het een overgangswet betrof bevatte de Osv 1995 echter een belangrijke wijziging. Voortaan werden bestuur en uitvoering gescheiden. Het bestuur bleef in handen van de bedrijfsverenigingen, maar de uitvoering werd uitbesteed aan door het ministerie van SZW erkende onafhankelijke uitvoeringsinstellingen, zoals het GAK. Tevens legde de nieuwe Osv een basis voor een beperkte vorm van marktwerking. 
De SVr werd in de Osv 1995 omgevormd tot een onafhankelijk toezichthoudend orgaan, dat geen coördinerende en adviserende taken meer had. Het toezicht gebeurde voortaan door het College van Toezicht Sociale Verzekeringen (CTSV), waar de vakbonden en werkgevers geen deel meer van uitmaakten. De coördinerende en adviserende taken gingen naar het Tijdelijk instituut voor coördinatie en afstemming (Tica). 
In maart 1997 werd er een nieuwe organisatiewet van kracht. Hierin werden de bedrijfsverenigingen afgeschaft en het TICA omgedoopt tot Landelijk instituut sociale verzekeringen (Lisv). Dit orgaan nam de taak van de bedrijfsverenigingen over en werd opdrachtgever van de uitvoeringsinstellingen. 
Naast de nieuwe organisatiewetten werd als uitvloeisel van de enquête ook de Ziektewet geprivatiseerd. Met de invoering van de Wet uitbreiding loondoorbetaling bij ziekte in 1996 werden werkgevers voortaan verplicht om het loon van zieke werknemers 52 weken door te betalen. De collectieve ziekteregeling in de Ziektewet verviel hiermee.

## Samenstelling enquêtecommissie
Bij de instelling van de commissie werden de volgende leden: 
- Flip Buurmeijer (PvdA), voorzitter
- Vincent van der Burg (CDA), eerste ondervoorzitter
- Henk van Hoof (VVD), tweede ondervoorzitter
- Cor van Dis (SGP)
- Margreet Kamp (VVD)
- Willem Vermeend (PvdA)
- Wilbert Willems (GroenLinks)
- Arthie Schimmel (D66)
- Hans Hillen (CDA)